# BIG YELL
『BIG YELL』（ビッグエール）はゆずの通算14枚目のオリジナルアルバム。2018年4月4日にセーニャ・アンド・カンパニーから発売。

## 概要
オリジナルアルバムとしては『TOWA』以来、約2年3ヶ月ぶりの作品。2017年11月10日に行われたYUZU HALL TOUR 2017「謳おう」の最終公演にて重大発表としてアルバムリリースとそれに伴うアリーナツアーが発表され、「冬至の日ライブ ファイナル」にてアルバムタイトルと発売日等が解禁された。
既発曲では「タッタ」「カナリア」「愛こそ」「日常」や、CD初収録となる「恋、弾けました。」「うたエール」などが収録されるが、前作『TOWA』以降、CDシングルでの新曲のリリースがなかったため、自身初のCDシングル曲が全く収録されていないオリジナルアルバムとなる。また、今作にはインスト曲やこれまでの作品に収録されているInterlude系の曲が収録されていないが、これはオリジナルアルバムでは『リボン』以来である。
初回生産限定盤DVDには、リリース前年2017年のデビュー20周年イヤーのメイントピックスのひとつで、約16年ぶりに凱旋出演した「ROCK IN JAPAN FESTIVAL 2017 」をはじめ全国8カ所の大規模夏フェスをまわった「YUZU SUMMER FEST. TOUR 2017 GOOD SUNSHINE DAYS」からそれぞれ1曲ずつ厳選したライブ映像と、2017年12月22日に、最後の「冬至の日ライブ」としてデビューミニアルバム『ゆずの素』の収録曲の完全再現に加え「夏色」「シュビドゥバー」のセットリストで、デビュー前に路上ライブをしていた原点とも言える横浜・伊勢佐木町においてAbemaTVの生中継のもと行った、「ゆず 冬至の日ライブ ファイナル」のライブ映像をノーカットで収録した約100分の大ボリューム映像集となっている。
ファンクラブ「ゆずの輪」会員限定で、ポストカードと収録曲に紐付いたアイテムが当たる「YUZU LOTO 2018 Spring」の抽選シリアルナンバーが付属するファンクラブ盤も発売。
ジャケット写真は、Cygames本格RPG「グランブルーファンタジー」のイラストを手掛けた制作チームが担当した。
1位獲得は逃したが、売上枚数は初動・累計共に前作『TOWA』を上回った。

## 収録曲
1. 聞こエール (3:20)
  - 作詞・作曲：北川悠仁 / Produced by ゆず & 稲葉貢一 / Sound Produced by TeddyLoid & ゆず
2. TETOTE(YZ ver.) (4:13)
  - 作詞 : 北川悠仁 / 作曲：北川悠仁・CHRYSANTHEMUM BRIDGE / Produced by ゆず & 稲葉貢一 / Sound Produced by CHRYSANTHEMUM BRIDGE & ゆず

スーパー歌舞伎II(セカンド)「ワンピース」主題歌
親交のある主演の市川猿之助に頼まれた北川が、劇中の重要なシーンやエンディングで流れる様をイメージし、実際に稽古場へ足を運んで物語の背景を汲み取りながら制作したナンバー。もともとは女性歌手RUANへの提供楽曲で、2015年の初演では彼女の曲として主題歌となっていたが、2017年10月の再演ではゆずのセルフカバーが主題歌に採用された[2]。RUAN版のFAST Ver.にあたる。猿之助が当初来場する予定だった11月8日の全国ホールツアー「YUZU HALL TOUR 2017 謳おう」パシフィコ横浜国立大ホール2日目公演で初披露されたが、猿之助は「ワンピース」公演中の骨折の手術により来場できなかったため、「早く良くなりますように」との願いを込めての初披露となった[3]。
3. イコール (4:32)
  - 作詞：北川悠仁 / 作曲：北川悠仁・GReeeeN / Produced by ゆず & 稲葉貢一 / Sound Produced by 釣俊輔

NTT東日本「笑顔篇」「大切なもの篇」「使命篇」CMソング（イチロー出演）
北川が知人を通じてGReeeeNのHIDEと出会い、音楽談義で意気投合して「いつか共に楽曲制作ができたら」という想いを互いに持っていたが、ある日HIDEから楽曲の断片が北川に送られ、そのメロディに惹かれた北川が「この曲を形にしてみよう」と共作へ着手したところが制作の始まり。過去に「イロトリドリ」「タッタ」などでGReeeeNのプロデューサー・JINとの共作はあったが、グループとしての共作は初めてとなる[4]。
2人の若い男女が惹かれ合って恋に落ち、寄り添いながら生涯を共に歩んでゆく姿を映し出したドキュメンタリームービーによって、「大切な人を想い、いつまでも手を繋いで歩いていけること=しあわせ」という歌詞の世界観が表現したミュージック・ビデオも公開された[4]。
4. 愛こそ (3:57)
  - 作詞：北川悠仁 / 作曲：北川悠仁・蔦谷好位置 / Produced by ゆず & 稲葉貢一 / Sound Produced by 蔦谷好位置 & ゆず

『「4LOVE」EP』収録曲。伊藤園「お〜いお茶」CMソング。
5. カナリア (3:52)
  - 作詞：北川悠仁 / 作曲：北川悠仁・蔦谷好位置 / Produced by ゆず & 稲葉貢一 / Sound Produced by 蔦谷好位置 & ゆず

『「謳おう」EP』収録曲。日本テレビ系『NEWS ZERO』テーマソング。
6. タッタ(Album ver.) (4:05)
  - 作詞：北川悠仁 / 作曲：北川悠仁・JIN / Produced by ゆず & 稲葉貢一 / Sound Produced by 斎藤有太 & ゆず

配信シングル。アルバム収録にあたり再録。フジテレビ系『めちゃ×2イケてるッ!』2017年テーマソング。
7. 日常 (4:26)
  - 作詞・作曲：岩沢厚治 / Produced by ゆず & 稲葉貢一 / Sound Produced by 釣俊輔 & ゆず

『「4LOVE」EP』収録曲。
8. 恋、弾けました。(3:36)
  - 作詞・作曲：北川悠仁 / Produced by ゆず & 稲葉貢一 / Sound Produced by TeddyLoid & ゆず

配信シングル。映画『斉木楠雄のΨ難』主題歌。
9. 通りゃんせ (3:18)
  - 作詞：北川悠仁 / 作曲：北川悠仁・TeddyLoid / Produced by ゆず & 稲葉貢一 / Sound Produced by TeddyLoid & ゆず
10. 風のイタズラ (3:14)
  - 作詞・作曲：岩沢厚治 / Sound Produced by ゆず & 稲葉貢一
11. ガイコクジンノトモダチ (2:49)
  - 作詞・作曲：北川悠仁 / Sound Produced by ゆず & 稲葉貢一

政治的とも捉えられるフレーズが頻出する歌詞[注 1]について、ジャーナリストの津田大介や映画評論家の町山智浩らがそれぞれのツイッターアカウントで反応するなど、ネット上では賛否両論の声があった[5]。作者の北川は「僕は昔からセンスがいいものってすごく好きで、僕のなかで2大巨頭が（忌野）清志郎さん[注 2]と桑田（佳祐）さん[注 3]なんです。“ガイコクジンノトモダチ”は、その感覚をゆずだからこそ出せる形で出したのかなと思います」といった発言をしている[17]。また、『音楽と人』（18年5月号）のインタビューでは、忌野清志郎がザ・タイマーズ名義で発売した「あこがれの北朝鮮」を引き合いに出したうえで「危険そうな内容もポップソングにしちゃえば何だって歌にできる」といった発言もしている[5][18]。
12. 存在の証明 (5:17)
  - 作詞・作曲：岩沢厚治 / Sound Produced by ゆず & 稲葉貢一
13. うたエール (4:21)
  - 作詞：北川悠仁 / 作曲：北川悠仁・蔦谷好位置 / Produced by ゆず & 稲葉貢一 / Sound Produced by 蔦谷好位置 & ゆず

配信シングル。日本生命CMタイアップソング。

### 初回生産限定盤 DVD
YUZU SUMMER FEST. TOUR 2017 GOOD SUNSHINE DAYS〜#ゆずと夏フェス〜
1. サヨナラバス from WEST GIGANTIC CITYLAND
2. タッタ from 音楽と髭達
3. 夏色 from WILD BUNCH FEST.
4. いつか from NUMBER SHOT
5. 雨のち晴レルヤ from FM802 MEET THE WORLD BEAT
6. 虹 from SENDAI OTO Festival
7. 夏色 from ROCK IN JAPAN FESTIVAL
8. 栄光の架橋 from SWEET LOVE SHOWER

ゆず 冬至の日ライブファイナル in カトレヤプラザ伊勢佐木
1. てっぺん
2. 連呼
3. する〜
4. 地下街
5. ろくでなし
6. 岡村ムラムラブギウギ
7. 空模様
8. 夏色
9. シュビドゥバー

## 演奏
- 北川悠仁：
  - Vocal, Acoustic Guitar, Tambourine
  - Handclap (#11)
- 岩沢厚治：Vocal, Acoustic Guitar
- TeddyLoid：Programming, All Other Instruments (#1.8.9)
- CHRYSANTHEMUM BRIDGE：Programming, All Other Instruments (#2)
- 岡田実音：Vocal Arrangement (北川悠仁)(#2.3.8.9)
- 釣俊輔：Acoustic Guitar, Programming, All Other Instruments (#3.7)
- 岡村美央、伊能修、菊地幹代、増本麻理：Strings (#3)
- 岩澤駿：
  - Tambourine (#3)
  - Percussions, Handclap (#11)
- 蔦谷好位置：Programming, All Other Instruments (#4.5.13)
- 川上鉄平：Trumpet (#4)
- 中野勇介：Trumpet (#4.13)
- 五十嵐誠：Trombone (#4.13)
- 村瀬和広：Tenor Sax (#4)
- UK (MOROHA)：Acoustic Guitar (#5)
- 佐々木貴之：
  - 12 Strings Acoustic Guitar (#5)
  - Acoustic Guitar, Electric Guitar (#6)
- 斎藤有太：Keyboards, Programming, All Other Instruments (#6)
- 松原“マツキチ”寛：Drums (#6)
- 種子田健：Electric Bass (#6)
- 西山隆行：Acoustic Guitar (#9)
- 大野裕一：Programming, All Other Instruments (#10)
- AI SHINOHARA：English Voice (#11)
- 磯貝サイモン：Drums, Bass, Rhodes, Organ, Guitars, Percussions (#12)
- 上石統：Trumpet (#13)
- 竹本健一、Luz、高橋あず美、Chica、ゆず新メンバーの皆さん：Chorus (#13)